# Campeonato Pan-Americano de Handebol Feminino de 2011
O Campeonato Pan-Americano de Handebol Feminino de 2011, foi sediado no Brasil, mais precisamente na cidade de São Bernardo do Campo. O torneio serviu para classificar as quatro melhores equipes para o Campeonato Mundial de 2011 no Brasil.
A seleção brasileira sagrou-se campeã ao derrotar as argentinas por 35 a 16 na grande final, levantando o seu sétimo título do torneio.
Brasil como estava classificada para o mundial, por ser a sede, liberou uma vaga a mais para o mundial que foram para: Cuba, Argentina e Uruguai.

## Ligações Externas
- Sitio Oficial